# کارل جی مید
کارل جی مید (به انگلیسی: Carl J. Meade) فضانورد اهل کشور ایالات متحده آمریکا است که در ۱۶ نوامبر ۱۹۵۰ میلادی در ایلی‌نوی زاده شد. وی در مأموریت اس‌تی‌اس-۳۸، اس‌تی‌اس-۵۰، اس‌تی‌اس-۶۴ حضور داشته است.